# Sacramento International Airport
Sacramento International Airport is een vliegveld 16 km ten noordwesten van het centrum van de stad Sacramento in de Amerikaanse staat Californië. In 2012 verwerkte de luchthaven 8.910.570 passagiers.
De luchthaven heeft 2 terminals met in totaal 32 gates
- Terminal A, 13 gates
- Terminal B, 19 gates

## Top bestemmingen
| Plaats | Stad              | Passagiers | Maatschappij(en)                   |
| ------ | ----------------- | ---------- | ---------------------------------- |
| 1      | Los Angeles, CA   | 405.000    | American, Delta, Southwest, United |
| 2      | Phoenix, AZ       | 385.000    | Southwest, US Airways              |
| 3      | Denver, CO        | 357.000    | Southwest, United                  |
| 4      | San Diego, CA     | 325.000    | Southwest                          |
| 5      | Las Vegas, NV     | 304.000    | Southwest                          |
| 6      | Seattle, WA       | 295.000    | Alaska, Southwest                  |
| 7      | Portland, OR      | 257.000    | Alaska, Southwest                  |
| 8      | Orange County, CA | 217.000    | Southwest                          |
| 9      | Ontario, CA       | 209.000    | Southwest                          |
| 10     | Burbank, CA       | 203.000    | Southwest                          |